# Phyllanthus mocquerysianus
Phyllanthus mocquerysianus là một loài thực vật có hoa trong họ Diệp hạ châu. Loài này được A.DC. miêu tả khoa học đầu tiên năm 1901.